# 中不邊界問題
中不边界问题，又名中国—不丹边界问题。中华人民共和国和不丹两国边界长600余公里，历史上从未正式划定。自1984年起，中、不两国轮流在北京和廷布举行边界会谈。1998年，两国在第12轮边界会谈期间签署了《s:中华人民共和国政府和不丹王国政府关于在中不边境地区保持和平与安宁的协定》，部分地区仍存在争议。截至2019年1月，双方共举行24轮边界会谈以及9次边界问题专家组会议。2021年10月14日，中国政府代表、外交部部长助理吴江浩同不丹政府代表、外交大臣丹迪·多吉通过视频形式在北京和廷布签署《s:关于加快中不边界谈判“三步走”路线图的谅解备忘录》，双方将推进两国畫界谈判工作。

## 争议地区

红线为中华人民共和国宣称的国界

|              | 名称                                       | 状态         | 争议面积 | 中国实际控制面积 | 中方占比 | 不丹实际控制面积 | 不方占比 |
| ------------ | ------------------------------------------ | ------------ | -------- | ---------------- | -------- | ---------------- | -------- |
| 1            | 墨拉萨丁地区                               | 已无争议     | 4487     | 0                | 0%       | 4487             | 100%     |
| 2            | 麦拉山口地区                               | 已无争议     | 150      | 150              | 100%     | 0                | 0%       |
| 3            | 民久玛地区                                 | 已无争议     | 55       | 55               | 100%     | 0                | 0%       |
| 4            | 白玉地区                                   | 争议         | 580      | 348              | 60%      | 232              | 40%      |
| 4            | 白玉地区                                   | 争议         | 495      | 348              | 70%      | 147              | 30%      |
| 5            | 库拉岗日峰及喜马拉雅山脉以北地区           | 已无争议     | 1,290    | 1,290            | 100%     | 0                | 0%       |
| 6            | 宁土地区                                   | 已无争议     | 62       | 62               | 100%     | 0                | 0%       |
| 7            | 亚东地区（含基伍、查玛浦、鲁林和洞朗地区） | 争议         | 594      | 251              | 42%      | 323              | 58%      |
| 7            | 亚东地区（含基伍、查玛浦、鲁林和洞朗地区） | 争议         | 269      | 251              | 93%      | 18               | 7%       |
| 中方观点合计 | 中方观点合计                               | 中方观点合计 | 1,174    | 599              | 51%      | 575              | 49%      |
| 不方观点合计 | 不方观点合计                               | 不方观点合计 | 764      | 599              | 78%      | 165              | 22%      |
| 合计         | 合计                                       | 合计         | 6,031    | 2,156            | 36%      | 3,875            | 64%      |

两国边界仍旧存在争议的地区一共为2处：

### 白玉争议区
总面积约为580平方公里，行政上属于中国西藏自治区山南市洛扎县拉郊乡和不丹伦奇宗，主要包括巴桑弄和吉格弄两河流域，有牧场37个，著名的拉龙康和次久拉康两座寺庙在该争议区内。80年代中国称该地面积600余平方公里，1996年时不丹提到该地称面积495平方公里。中国官方出版的分省地图对该地边界有过数次调整，据报道称两国联合勘查小组已经实地勘查确定了两国对白玉地区争议的范围。按照中方描述，白玉地区范围东起俄东桥，西至措嘎拉、达昔日山脊，南至扎西郎木宗。
在解放军进入西藏前，西藏政府将该地区划归蒙达拉龙寺管辖，现在白玉地区的群众，均来自洛扎县。西藏和平解放后，不丹趁机侵入该地区，相继建立了德玛隆和沃唐哨所，直至1978年撤除。1983年8月，不丹又在次久拉康附近重新设立哨所。2015年10月，中国宣布在洛扎县兴建杰罗布村。现在，经过24年的陆续扩大，中国已经实际控制了60%以上的区域，拉杰公路、杰罗布-沃唐公路、新仓浦公路、吉格弄公路和吉南公路等都在建设中。在吉格弄方向，中方于新仓浦公路南往东新建抵边村，并修建哨所；往南则于2020年4月推进到5号房设点，并建成德玛隆新村。据报道称2020年中方巡逻部队曾抵达古如堆寺宣示主权。在巴桑弄方向，中国军队前出至巴桑次，距不丹拉龙拉康哨点3公里形成对峙，并与杰罗布-沃唐公路从东面形成掎角之势。2019年，洛扎县委书记曾到拉龙拉康寺废墟考察。中国军队巡逻路终点所在山脉，属于从洛扎县色乡南部开始的麦拉嘎琼山脉的延续，喜马拉雅山脉的一部分。现北部348平方公里由中华人民共和国政府实际控制，南部232平方公里由不丹政府实际控制，不丹政府宣称白玉地区全部为不丹领土。

### 亚东争议区
总面积约为594平方公里。行政上属于中国西藏自治区日喀则市亚东县和不丹哈阿宗。中国政府于80年代公布的《中不边界及争议区情况示意图》上称包括基伍地区、查玛浦地区、鲁林地区和洞朗地区。不丹政府在1996年认为存在争议的分别为基伍-查玛浦的138平方公里、沈久弄巴的42平方公里和洞朗的89平方公里，共计269平方公里，不含恰尔塘和鲁林曲等324平方公里的区域。
基伍地区总面积约为90平方公里，主要包括基伍曲一带，有大小牧场20余个，1889年，西藏地方政府将基伍租给不丹哈宗官方和中方牧民共同使用。现由中华人民共和国政府实际控制。基伍地区边界线 — 在OpenStreetMap
查玛浦地区总面积约为60余平方公里，主要包括查玛浦和郎玛浦的上游一带，有草场30余个，历来为下亚东牧民的夏季草场，1959年以前，不丹牧民过界放牧，须向亚东头人交纳草税。50年代初期，不丹在森穷隆建立常年军事据点。现东部由不丹政府实际控制，西部由中华人民共和国政府实际控制。查玛浦地区边界线  — 在OpenStreetMap
鲁林地区总面积约为340平方公里，亦称绒林，主要包括郎玛浦的中下游、恰尔塘河和鲁林曲一带，有牧场40个，森林资源较为丰富。 据历史文献记载，清政府在1843年以前就在鲁林曲源头的哈拉山口树立了界碑。1954年，不丹军队在恰尔塘建立军事据点，1960年又在哈热建立季节性哨所。近年来，不丹在该地区拥有众多放牧点和马道，另设自然保护区。现由不丹政府实际控制。鲁林地区边界线 — 在OpenStreetMap
洞朗地区总面积约为100平方公里，主要包括洞朗河一带。北部小湖泊较多，有大小草场30个，东南部森林资源丰富。该地历来为下亚东牧民的夏季草场。2017年6月，中国和印度在洞朗发生对峙事件。在洞朗地区，中国军队曾长期近保持季节性巡逻，一度有阿桑村牧民协助守边被不丹士兵扣押。2017年对峙事件发生后，中方在洞朗建立军事设施，事实上已经完全控制北洞朗，并有效控制南洞朗，实现双方交叉巡逻。2020年，中方在该地区建立了庞达村，首次在争议区实现了行政存在，之后又在其北建成二期工程。公路则沿着康木麻曲到达洞朗河口，在海拔1700米的位置建立中国西藏最南的阿桑哨所27°13′56″N 89°1′0″E / 27.23222°N 89.01667°E。在洞朗高原，中方公路2017年后止步于洞朗河北岸，而不方在南洞朗蔗草场的哨所有小路与后方山脊的据点相连，现状不明。现由中華人民共和國政府实际控制绝大部分区域。
近年来，中国在该地区大力推动基础设施建设，沿东部的5条公路逐渐控制基伍地区全部（中国方面已清除不丹夏布季节性哨所，并于2021年新建三个抵边安置点）、查玛浦全流域（中国方面于2021年修入公路并在建抵边安置点，原不丹哨所不明）、朗玛浦中下游（中国方面所修公路到2021年已推进到海拔4400米的邦嘎拉哨所，并新建抵边安置点以钳制不丹森穷隆据点）和恰尔塘河口，而不丹则仍控制着朗玛浦上游和恰尔塘河流域。
|              | 区域名称       | 区域面积 | 总面积 | 中国实际控制面积 | 中方占比 | 不丹实际控制面积 | 不方占比 |
| ------------ | -------------- | -------- | ------ | ---------------- | -------- | ---------------- | -------- |
| 1            | 基伍曲         | 82       | 138    | 108              | 78%      | 30               | 22%      |
| 1            | 查玛浦上游     | 26       | 138    | 108              | 78%      | 30               | 22%      |
| 1            | 朗玛浦上游     | 30       | 138    | 108              | 78%      | 30               | 22%      |
| 2            | 朗玛浦中游     | 24       | 42     | 42               | 100%     | 0                | 0%       |
| 2            | 朗玛浦下游     | 18       | 42     | 42               | 100%     | 0                | 0%       |
| 3            | 朗玛浦上游南支 | 8.5      | 324.5  | 0                | 0%       | 324.5            | 100%     |
| 3            | 恰尔塘         | 90       | 324.5  | 0                | 0%       | 324.5            | 100%     |
| 3            | 鲁林曲         | 26       | 324.5  | 0                | 0%       | 324.5            | 100%     |
| 4            | 北洞朗         | 58       | 90     | 89               | 99%      | 1                | 1%       |
| 4            | 南洞朗         | 32       | 90     | 89               | 99%      | 1                | 1%       |
| 中方观点合计 | 中方观点合计   | 594      | 594    | 239              | 40%      | 355              | 60%      |
| 不方观点合计 | 不方观点合计   | 269      | 269    | 239              | 89%      | 30               | 11%      |
| 合计         | 合计           | 594.5    | 594.5  |                  |          |                  |          |

## 已解决争议地区
两国边界已无争议的地区一共为5处：

### 墨拉萨丁地区
总面积约为3,300平方公里，亦称米拉萨丁，行政上属于不丹塔希冈宗和萨姆德鲁琼卡尔宗。位于达旺县以南，塔希冈宗以东，西卡门县以西。据史料记载，墨拉萨丁地区分别归达旺宗和打拢宗管辖，基堪布由达旺寺派任。17世纪以后，不丹人大量东迁，移居达旺等地，引起草场和民事纠纷。为此，噶廈和不丹在1715年曾两次订立条约，言明墨拉萨丁主权归属，草场可以租给不丹移民使用，按规定交纳草税。20世纪初，英印政府制定麦克马洪线，并把势力范围扩展到达旺以北。1936到1938年期间，英印政府与不丹政府确定该段国界。1949年，印度政府与不丹政府签定《永久和平与友好条约》，私自将墨拉萨丁地区转让不丹，自此，墨拉萨丁地区一直处于不丹政府的完全控制之下。1959年中方曾对印方提出异议，并于1962年中印边境战争期间前出到该地东边的藏南地区南端，但从未进入过该地，并最晚在1966年的地图上将其划为不丹领土。
长期作为正式出版的地图的画线依据的1989年版中国1:400万地形图中此地划入不丹。2010年代中华人民共和国有测绘资质的在线地图中都将此地划入不丹，此外国家测绘地理信息局运作的天地图亦如此。虽没有官方消息，但是有媒体猜测，中方为获得更有战略价值的亚东地区，而放弃此地与不丹交换，且此地在藏南达旺地区南侧，和中方实际控制线相距甚远。
此前中不边界谈判只是针对西段（亚东地区）和中段（白玉地区）的部分地区进行谈判，中方从未在谈判中提出过对墨拉萨丁地区的领土要求，只是在一些相关文档上介绍该地属于争议地区。2020年6月，在全球环境基金理事会会议上，中方反对不丹提出的对萨克顿野生动物保护区拨款的要求并认为该地存在争议问题。以此为契机，在未来的边界谈判中，中方很可能会首次提出东段的争议问题。现由不丹政府实际控制。

### 麦拉山口地区
总面积约为150平方公里，行政上属于中国西藏自治区山南市错那市，地理特征明显，2021年7月中共西藏自治区山南市委书记许成仓曾到该地调研，中国从吉巴乡边防连到麦拉山口的巡逻公路近年已经建成，在麦拉山顶的支娘有哨点也已经建立了新村。现由中华人民共和国政府实际控制。因早年没有实地勘测，不丹官方出版的地图曾错误将此地划入不丹境内。

### 民久玛地区
总面积约为55平方公里。行政上属于中国西藏自治区山南市洛扎县拉康镇和不丹伦奇宗。中国不仅长期保持了在该地区的存在，巡逻岗拉山口，近年更建造了公路和白拉山隧道，并拟设立民久玛村以继续牢固控制该地。
过去，中国军队巡逻需从白拉山方向翻山越岭进入该地区，因该方向更靠近居住点，且另一边的河谷地带丛林密布。现在，拉康镇经申格日到松布到民久玛的公路已经在修建中，未来将形成环线公路。中国同时拟在松布曲建立松布村。2021年7月山南市委书记许成仓曾在俄东桥一带实地察看基础设施建设情况。而民久玛地区东边，是中国于边巴乡新建的桑布拉村，协助守卫桑布拉通外山口。现由中华人民共和国政府实际控制，不丹官方出版的地图已将国界修改为沿河谷划界，几无争议。

### 库拉岗日峰及喜马拉雅山脉以北地区
总面积约为1,290平方公里，行政上属于中国西藏自治区日喀则市康马县和山南市浪卡子县、洛扎县，库峰也同样在北边，地理特征明显。中华人民共和国政府已在此地新建色乡公章普抵边安置点，镇守库峰东边3个通外山口，公路已修至麦拉嘎俊拉山口。库峰西边，则是扎日乡、普玛江塘乡和涅如堆乡的居民点和公路。不丹政府已经放弃，现由中华人民共和国政府实际控制。因早年没有实地勘测，目前国际上仍旧有诸多版本的地图将此地划入不丹境内。

### 宁土地区
总面积约为62平方公里，位于日喀则市亚东县堆纳乡分水岭中国一侧，有寺庙管辖的渊源，不丹政府已经放弃，现由中华人民共和国政府实际控制。

## 争议双方观点
在争议区范围问题上，中华人民共和国政府认为争议地区面积为1,174平方公里，并实际控制了51%；而不丹政府认为争议地区面积为764平方公里，并实际控制了78%。1996年11月，在两国政府第11轮边界会谈中，中国提出争议区北部495平方公里归不丹，西部269平方公里归中国的交换意见，不丹对此持谨慎态度。1997年6月，不丹召开国民会议，会上就中国政府提出的交换意见展开了激烈讨论，多数代表认为，无论西部还是北部，都是不丹王国的领土，不同意交换。

## 争议双方谈判历程
中不边界长约500多公里。在历史和习惯下，两国间是有传统边界的（2004年，中华人民共和国外交部编著提到，中不边界从未以条约或协定正式划定，但两国间存在着一条传统习惯线）。其中，著名的吉姆马珍山即是1794年所订中、印、不三国交界点，当时即划定了该山至帕里镇段的边界线；绰莫拉日峰至库拉冈日峰之间大致以分水岭为界，则莫拉和麦拉嘎俊拉是其中著名的交界山口。出现争执最大的，恰恰在被洛扎雄曲切开喜马拉雅山脉的白玉地区和处于喜马拉雅山脉以南的亚东地区，此外就是麦克马洪线造成的墨拉萨丁地区问题。
1949年以前，《申报》等地图对藏不边界描述比较粗糙，大体以分水岭为界。中华人民共和国成立后，中国政府对藏区与不丹边界的认识是逐渐精确和变化的。初期继承了《申报》等的画法，之后随着实地勘测在1950至1960年代进行了调整，除在1966年版本的地图上将墨拉萨丁划入不丹外，其一是亚东地区边界在1990年代后才修改定型，其二是对库拉冈日峰及喜马拉雅山脉以北地区按实际分水岭进行了调整，其三是对白玉地区边界几经更改，至今与实控线和声索线均有不同。
中不边界问题谈判通常是按照“三步走”的路线图来解决的，在2021年10月14日签署的《关于加快中不边界谈判“三步走”路线图的谅解备忘录》中，“三步走”被定义为“先确立边界划界的基本政治原则，再具体解决边界争议问题，最后签署协议并在现地勘界”。
中不边界谈判从1984年开始，已举行了24轮正式会谈，受印度阻挠，至今无果。但多年以来，两国边界争议地区实际上基本保持和平稳定。1988年两国签署了《关于解决边界问题的指导原则》，1998年双方签订《关于在中不边境地区保持和平与安宁的协定》，两协定构成了中不边界谈判的基础，完成了“三步走”的第一步。
1980年代开始谈判后，双方确定了存在争议的地区并制图。之后报道称大大缩小了争议范围。1996年第11轮边界会谈中，不丹新闻报道中方提出北部白玉地区巴桑弄495平方公里归不丹，西部亚东地区269平方公里归中国的一揽子解决方案，不丹对此持谨慎态度。1997年，不丹召开国民会议，会上就中国政府提出的交换意见展开了激烈讨论，多数代表认为，无论西部还是北部，都是不丹王国的领土，不同意交换。此消息说明，中方当时已默认放弃了墨拉萨丁地区和鲁林地区。
1990年代开始，随着实地勘测的进行，中国和不丹方面的官方地图陆续进行了调整。
2016年以后，边界谈判因为中印洞朗对峙及其对不丹的外交影响，以及2019冠状病毒病疫情而陷入停滞。在最新的墨拉萨丁争议背景下，两国于2021年4月举行了中不边界问题专家组第十次会议，同意在方便的时候尽早举行中不第25轮边界会谈和边界问题专家组第十一次会议。但可以看到的是，近年来，中方通过持续地加大巡边、道路基建和行政建设，已大大加强了实控范围和力度。
2023年4月，不丹首相洛塔·策林接受比利时报纸《自由比利时报》的访问，并表示希望能够和中国在一两次会议里划定边界。洛塔·策林同时提到，这一问题不是不丹单独能解决，还需要印度的共同讨论。这一说法引起了印度（尤其是印度媒体）的警惕，因为作为中不争议地区的洞朗有着巨大的战略重要性，而不丹难以向北京施压使其放弃对洞朗的主张。上海国际问题研究院研究员刘宗义认为，因为印度不希望自己成为唯一和中华人民共和国有陆地边境争议的国家，印度将会是中不达成边界协议的障碍，例如中国与不丹在1996年一度接近达成边界协议，但因印度的介入而失败。受中国的经济和军事体量持续增长的影响，许多不丹人亦支持不丹政府尽早与中华人民共和国达成协议——一名不丹专家称，中国是一个现实，不和中国有外交关系对不丹来说并不是一个可取的安排；不丹评论人士旺查·桑杰（英語：Wangcha Sangey）评论称，假如不是德里一直坚持要不丹保住洞朗，不丹早就能够与中国达成边界协议。